# Morti nel 2020/Settembre
| Questa pagina contiene informazioni ricavate automaticamente dalle voci biografiche con l'ausilio del template Bio e di un bot. L'aggiornamento è periodico e automatico e ricostruisce completamente la pagina. Se manca una persona in questa lista, sei pregato di non aggiungerla, ma accertati piuttosto che la sua voce biografica contenga il template Bio e che i dati anagrafici siano correttamente compilati. Se il template Bio manca, inseriscilo tu stesso o, in alternativa, metti l'avviso {{tmp\|Bio}} che ne segnala la mancanza. Se i dati riportati sono sbagliati, correggi direttamente la voce biografica; le modifiche saranno visibili in questa lista entro pochi giorni. Per chiarimenti vedi il progetto biografie. La lista contiene solo le 199 persone che sono citate nell'enciclopedia e per le quali è stato implementato correttamente il template Bio. Pagina aggiornata al 18 ago 2025. |

- 1º settembre - Sheila Ingram, velocista statunitense (n. 1957)
- 1º settembre - Edoardo Longarini, imprenditore e dirigente sportivo italiano (n. 1931)
- 1º settembre - Erick Morillo, disc jockey e produttore discografico statunitense (n. 1971)
- 2 settembre - Orlando Bertini, calciatore italiano (n. 1936)
- 2 settembre - Philippe Daverio, storico dell'arte, critico d'arte e conduttore televisivo italiano (n. 1949)
- 2 settembre - Fred Davies, calciatore e allenatore di calcio inglese (n. 1939)
- 2 settembre - David Graeber, antropologo e attivista statunitense (n. 1961)
- 2 settembre - Kang Kek Iew, politico e criminale di guerra cambogiano (n. 1942)
- 2 settembre - Maria Celeste Nardini, politica italiana (n. 1942)
- 2 settembre - Agustín Roberto Radrizzani, arcivescovo cattolico argentino (n. 1944)
- 2 settembre - Adrianus Simonis, cardinale e arcivescovo cattolico olandese (n. 1931)
- 2 settembre - William Yorzyk, nuotatore statunitense (n. 1933)
- 2 settembre - Gerald Young, calciatore inglese (n. 1936)
- 2 settembre - Dave Zeller, cestista statunitense (n. 1939)
- 3 settembre - Rudy Clark, cantautore statunitense (n. 1935)
- 3 settembre - Eduardo José Gomes Camessele Mendes, calciatore, allenatore di calcio e dirigente sportivo portoghese (n. 1962)
- 3 settembre - Gianni Serra, regista e sceneggiatore italiano (n. 1933)
- 3 settembre - Birol Ünel, attore turco (n. 1961)
- 4 settembre - Ajibade Babalade, calciatore nigeriano (n. 1972)
- 4 settembre - Annie Cordy, attrice e cantante belga (n. 1928)
- 4 settembre - Gary Peacock, contrabbassista statunitense (n. 1935)
- 4 settembre - Carl-Henning Wijkmark, scrittore svedese (n. 1934)
- 4 settembre - Joe Williams, politico e medico cookese (n. 1934)
- 5 settembre - Dwight Anderson, cestista statunitense (n. 1960)
- 5 settembre - Mauro Battaglini, dirigente sportivo e procuratore sportivo italiano (n. 1949)
- 5 settembre - Orlando Bauzón, cestista e allenatore di pallacanestro filippino (n. 1944)
- 5 settembre - Smokey Gaines, cestista e allenatore di pallacanestro statunitense (n. 1942)
- 5 settembre - Marian Jaworski, cardinale e arcivescovo cattolico polacco (n. 1926)
- 5 settembre - Jiří Menzel, regista e attore ceco (n. 1938)
- 5 settembre - Sergio Moravia, filosofo e antropologo italiano (n. 1940)
- 5 settembre - Antoine Rufenacht, politico francese (n. 1939)
- 5 settembre - Giancarlo Sitra, politico e dirigente d'azienda italiano (n. 1949)
- 6 settembre - Sergej Beljaev, tiratore a segno kazako (n. 1960)
- 6 settembre - Lou Brock, giocatore di baseball statunitense (n. 1939)
- 6 settembre - Kevin Dobson, attore statunitense (n. 1943)
- 6 settembre - Tom Jernstedt, dirigente sportivo statunitense (n. 1944)
- 6 settembre - Vaughan Jones, matematico neozelandese (n. 1952)
- 6 settembre - Anita Lindblom, attrice svedese (n. 1937)
- 6 settembre - Willy Monteiro Duarte, italiano (n. 1999)
- 6 settembre - Dragoljub Ojdanić, generale serbo (n. 1941)
- 6 settembre - Gabriella Olla Repetto, archivista italiana (n. 1933)
- 6 settembre - Mike Sexton, giocatore di poker statunitense (n. 1947)
- 7 settembre - Abdul Qadir Bajamal, politico yemenita (n. 1946)
- 7 settembre - Alfred Riedl, calciatore e allenatore di calcio austriaco (n. 1949)
- 8 settembre - Elgar Baeza, calciatore uruguaiano (n. 1939)
- 8 settembre - Pasquale Casillo, imprenditore e dirigente sportivo italiano (n. 1948)
- 8 settembre - Joseph Chennoth, arcivescovo cattolico indiano (n. 1943)
- 8 settembre - Ronald Harwood, sceneggiatore, scrittore e drammaturgo sudafricano (n. 1934)
- 8 settembre - Mario Messinis, critico musicale e musicologo italiano (n. 1932)
- 9 settembre - Cini Boeri, architetto e designer italiana (n. 1924)
- 9 settembre - Giuseppe Favero, ciclista su strada e dirigente sportivo italiano (n. 1931)
- 9 settembre - Shere Hite, sessuologa, scrittrice e storica tedesca (n. 1942)
- 9 settembre - Amos Luzzatto, scrittore, saggista e chirurgo italiano (n. 1928)
- 9 settembre - Sandro Medolago, calciatore italiano (n. 1929)
- 9 settembre - Alan Minter, pugile britannico (n. 1951)
- 9 settembre - Nico Naldini, scrittore e poeta italiano (n. 1929)
- 9 settembre - Hans Neuschäfer, calciatore tedesco (n. 1931)
- 10 settembre - Roberto Finzi, storico italiano (n. 1941)
- 10 settembre - Emma Morosini, scrittrice italiana (n. 1924)
- 10 settembre - Franco Maria Ricci, grafico, editore e designer italiano (n. 1937)
- 10 settembre - Diana Rigg, attrice britannica (n. 1938)
- 10 settembre - Marco Vicario, attore, regista e sceneggiatore italiano (n. 1925)
- 11 settembre - Sonny Allen, cestista e allenatore di pallacanestro statunitense (n. 1936)
- 11 settembre - Roger Carel, attore e doppiatore francese (n. 1927)
- 11 settembre - Anthony Cekada, presbitero, teologo e scrittore statunitense (n. 1951)
- 11 settembre - Toots Hibbert, cantautore e chitarrista giamaicano (n. 1942)
- 11 settembre - Christian Manen, compositore e direttore d'orchestra francese (n. 1937)
- 11 settembre - Juan Vicente Morales, calciatore uruguaiano (n. 1956)
- 11 settembre - Angelo Pereni, allenatore di calcio e calciatore italiano (n. 1943)
- 11 settembre - Christian Poncelet, politico francese (n. 1928)
- 11 settembre - Nadhum Shaker, calciatore iracheno (n. 1958)
- 11 settembre - Marilee Shapiro Asher, scrittrice statunitense (n. 1912)
- 11 settembre - Stanislav Vykydal, cestista cecoslovacco (n. 1933)
- 11 settembre - Hans Zoller, bobbista svizzero (n. 1922)
- 12 settembre - Navid Afkari, lottatore iraniano (n. 1993)
- 12 settembre - Carlos Casamiquela, politico e ingegnere argentino (n. 1948)
- 12 settembre - Barbara Jefford, attrice britannica (n. 1930)
- 12 settembre - Franco Morganti, saggista italiano (n. 1931)
- 12 settembre - Florence Howe, scrittrice e storica statunitense (n. 1929)
- 13 settembre - Antonio Casellati, politico e avvocato italiano (n. 1928)
- 13 settembre - Bernard Debré, medico e politico francese (n. 1944)
- 13 settembre - John Ferris, nuotatore statunitense (n. 1949)
- 13 settembre - Bruno Lazzaro, politico italiano (n. 1930)
- 14 settembre - Sei Ashina, attrice e modella giapponese (n. 1983)
- 14 settembre - Nicolò D'Amico, astrofisico italiano (n. 1953)
- 14 settembre - Al Kasha, cantautore e compositore statunitense (n. 1937)
- 14 settembre - Alicia Maguiña, compositrice e cantante peruviana (n. 1938)
- 14 settembre - Roy Williams, cestista canadese (n. 1927)
- 15 settembre - André Guesdon, allenatore di calcio e calciatore francese (n. 1948)
- 15 settembre - Momčilo Krajišnik, politico serbo (n. 1945)
- 15 settembre - Susanne Lautenbacher, violinista tedesca (n. 1932)
- 15 settembre - Roberto Malgesini, presbitero italiano (n. 1969)
- 15 settembre - Paul Méfano, compositore e direttore d'orchestra francese (n. 1937)
- 15 settembre - Mario Torelli, archeologo e funzionario italiano (n. 1937)
- 15 settembre - Moussa Traoré, generale e politico maliano (n. 1936)
- 15 settembre - Costanza Afan de Rivera Costaguti, nobildonna e filantropa italiana (n. 1950)
- 16 settembre - Ahmed Ben Salah, politico e sindacalista tunisino (n. 1926)
- 16 settembre - Edoardo Bruno, critico cinematografico italiano (n. 1928)
- 16 settembre - Liliana Feldmann, attrice teatrale, doppiatrice e cantante italiana (n. 1926)
- 16 settembre - Fino Fini, medico e scrittore italiano (n. 1928)
- 16 settembre - Huang Hong Sheng, cantante, attore e showman taiwanese (n. 1983)
- 16 settembre - Enrique Irazoqui, attore, scacchista e antifascista spagnolo (n. 1944)
- 16 settembre - Maksim Marcinkevič, attivista e criminale russo (n. 1984)
- 16 settembre - Giuseppe Pugliese, politico italiano (n. 1947)
- 16 settembre - Renato Risaliti, storico, scrittore e docente italiano (n. 1935)
- 16 settembre - Francisco Trois, scacchista brasiliano (n. 1946)
- 17 settembre - Luigi Amicarelli, calciatore italiano (n. 1929)
- 17 settembre - Francesco Boni De Nobili, scrittore italiano (n. 1951)
- 17 settembre - Daniel Charles-Alfred, calciatore francese (n. 1934)
- 17 settembre - Angelica Frisa Morandini, ingegnera italiana (n. 1934)
- 17 settembre - Terry Goodkind, scrittore statunitense (n. 1948)
- 17 settembre - Winston Groom, scrittore e giornalista statunitense (n. 1943)
- 17 settembre - Alberto Gómez, calciatore uruguaiano (n. 1944)
- 17 settembre - Luboš Perek, astronomo ceco (n. 1919)
- 17 settembre - Giuseppe Prestipino, filosofo, sociologo e politico italiano (n. 1922)
- 17 settembre - Joe Ruklick, cestista statunitense (n. 1938)
- 17 settembre - Larry Wilson, giocatore di football americano statunitense (n. 1938)
- 17 settembre - Gian Franco Zanetti, pallavolista italiano (n. 1942)
- 18 settembre - Terttu Aarnivala, cestista e allenatrice di pallacanestro finlandese (n. 1931)
- 18 settembre - Ruth Bader Ginsburg, giurista e magistrata statunitense (n. 1933)
- 18 settembre - Isidor Osipovič Chomskij, regista sovietico (n. 1936)
- 18 settembre - Stephen F. Cohen, storico, politologo e saggista statunitense (n. 1938)
- 18 settembre - Anacleto Cordeiro Gonçalves de Oliveira, vescovo cattolico portoghese (n. 1946)
- 18 settembre - Mario Di Bartolomei, politico italiano (n. 1931)
- 18 settembre - Enzo Golino, critico letterario e giornalista italiano (n. 1932)
- 18 settembre - GianCarlo Montebello, designer e editore italiano (n. 1941)
- 18 settembre - Amélie Rorty, filosofa statunitense (n. 1932)
- 18 settembre - Daphne Seeney, tennista australiana (n. 1933)
- 19 settembre - Károly Fatér, calciatore ungherese (n. 1940)
- 19 settembre - Lee Kerslake, batterista britannico (n. 1947)
- 19 settembre - Vito Liverani, fotografo e imprenditore italiano (n. 1929)
- 19 settembre - Georgina Mace, ecologa britannica (n. 1953)
- 19 settembre - Dick Nemelka, cestista statunitense (n. 1943)
- 19 settembre - Biancamaria Scarcia Amoretti, islamista e saggista italiana (n. 1938)
- 19 settembre - John Turner, politico canadese (n. 1929)
- 20 settembre - Meron Benvenisti, politologo e giornalista israeliano (n. 1934)
- 20 settembre - Michael Chapman, direttore della fotografia, regista e sceneggiatore statunitense (n. 1935)
- 20 settembre - Ephrem M'Bom, calciatore camerunese (n. 1954)
- 20 settembre - Dan Olweus, psicologo e docente svedese (n. 1931)
- 20 settembre - Garland Pinholster, allenatore di pallacanestro statunitense (n. 1928)
- 20 settembre - Rossana Rossanda, giornalista, scrittrice e traduttrice italiana (n. 1924)
- 20 settembre - Luigi Squillario, politico e banchiere italiano (n. 1935)
- 20 settembre - Gerardo Vera, attore, regista e costumista spagnolo (n. 1947)
- 21 settembre - Arthur Ashkin, fisico statunitense (n. 1922)
- 21 settembre - Virginio Bettini, politico italiano (n. 1942)
- 21 settembre - Peppino Caldarola, giornalista e politico italiano (n. 1946)
- 21 settembre - Ron Cobb, artista, scenografo e disegnatore statunitense (n. 1937)
- 21 settembre - Tommy DeVito, cantante e musicista statunitense (n. 1928)
- 21 settembre - Amos Lin, cestista e allenatore di pallacanestro israeliano (n. 1933)
- 21 settembre - Michael Lonsdale, attore e pittore francese (n. 1931)
- 21 settembre - Robert Freeman Smith, politico statunitense (n. 1931)
- 21 settembre - Ira Sullivan, musicista e compositore statunitense (n. 1931)
- 21 settembre - Sune Wehlin, pentatleta svedese (n. 1923)
- 21 settembre - Bobby Wilson, tennista britannico (n. 1935)
- 21 settembre - Z'ev ben Shimon Halevi, scrittore e insegnante britannico (n. 1933)
- 22 settembre - Road Warrior Animal, wrestler statunitense (n. 1960)
- 22 settembre - Margo Graham, cestista statunitense (n. 1970)
- 22 settembre - Michael Gwisdek, attore e regista tedesco (n. 1942)
- 22 settembre - Frie Leysen, direttrice teatrale e direttrice artistica belga (n. 1950)
- 22 settembre - Agne Simonsson, calciatore e allenatore di calcio svedese (n. 1935)
- 23 settembre - Suresh Angadi, politico indiano (n. 1955)
- 23 settembre - François Diederich, chimico lussemburghese (n. 1952)
- 23 settembre - Juliette Gréco, cantante e attrice francese (n. 1927)
- 23 settembre - W.S. Holland, batterista statunitense (n. 1935)
- 23 settembre - Dave Nutting, informatico e scrittore statunitense (n. 1930)
- 23 settembre - Gale Sayers, giocatore di football americano statunitense (n. 1943)
- 24 settembre - Anna Elisa De Gregorio, poetessa e saggista italiana (n. 1942)
- 24 settembre - John Joseph Myers, arcivescovo cattolico statunitense (n. 1941)
- 24 settembre - Corine Rottschäfer, modella olandese (n. 1938)
- 25 settembre - S. P. Balasubrahmanyam, cantante e attore indiano (n. 1946)
- 25 settembre - Peter Hampton, calciatore inglese (n. 1954)
- 25 settembre - Pablo Napoli, attore argentino (n. 1945)
- 25 settembre - Goran Paskaljević, regista e sceneggiatore serbo (n. 1947)
- 25 settembre - Jeanne Valérie, attrice francese (n. 1941)
- 26 settembre - Jacques Beurlet, calciatore belga (n. 1944)
- 26 settembre - Severino Saltarelli, attore italiano (n. 1947)
- 26 settembre - Jimmy Winston, musicista e attore britannico (n. 1945)
- 27 settembre - John David Barrow, cosmologo, matematico e astrofisico britannico (n. 1952)
- 27 settembre - Jurij Orlov, fisico russo (n. 1924)
- 27 settembre - Yūko Takeuchi, attrice giapponese (n. 1980)
- 28 settembre - Luigi Arisio, politico italiano (n. 1926)
- 28 settembre - Doug Brinham, cestista canadese (n. 1934)
- 28 settembre - Willie Chu, cestista taiwanese (n. 1926)
- 28 settembre - Maynard Solomon, musicologo, saggista e produttore discografico statunitense (n. 1930)
- 29 settembre - Timothy Ray Brown, statunitense (n. 1966)
- 29 settembre - Antonio Di Ciolo, schermidore e maestro di scherma italiano (n. 1934)
- 29 settembre - Tullio Ghersetich, calciatore italiano (n. 1930)
- 29 settembre - Mac Davis, cantautore statunitense (n. 1942)
- 29 settembre - Rocco Prestia, bassista statunitense (n. 1951)
- 29 settembre - Helen Reddy, cantante e attrice australiana (n. 1941)
- 29 settembre - Sabah IV al-Ahmad al-Jabir Al Sabah, sovrano kuwaitiano (n. 1929)
- 29 settembre - Silva Batuta, calciatore brasiliano (n. 1940)
- 30 settembre - Ali Bozer, politico e imprenditore turco (n. 1925)
- 30 settembre - Grazia Honegger Fresco, pedagogista italiana (n. 1929)
- 30 settembre - Emyr Humphreys, scrittore britannico (n. 1919)
- 30 settembre - Sami Judeh, politico giordano (n. 1925)
- 30 settembre - Quino, fumettista argentino (n. 1932)
- 30 settembre - Vittorio Mathieu, filosofo e politico italiano (n. 1923)
- 30 settembre - Rinaldo Ruatti, bobbista italiano (n. 1930)